# Marienschrein
Il Marienschrein (Reliquiario di Maria) è un reliquiario custodito nella Cattedrale di Aquisgrana, in Germania, ordinato dai canonici del capitolo di Maria intorno al 1220 e consacrato nel 1239. Insieme al Karlsschrein è tra le più importanti opere di oreficeria del XIII secolo, nel periodo di transizione tra romanico e gotico.

## Funzione
Il reliquiario funge da contenitore delle quattro grandi reliquie oggetto di pellegrinaggio nella Cattedrale di Aquisgrana. Le quattro reliquie sono: le fasce e il perizoma di Gesù, la veste di Maria e il sudario di Giovanni Battista, che erano mostrati al clero e ai pellegrini ogni sette anni a partire dal 1349, l'anno della peste nera. Fino al XIX secolo fu anche il contenitore del cofanetto Noli me tangere, uno scrigno in argento dorato dal contenuto misterioso.
Secondo un'antica tradizione, il Marienschrein era sigillato con una serratura di abile fattura che veniva riempita di piombo. La chiave veniva segata da maestri orafi. La testa della chiave era tenuta dai canonici della Cattedrale, mentre la parte restante era tenuta dal borgomastro della città (era la cosiddetta custodia condivisa). All'inizio di ogni periodo di pellegrinaggio la serratura veniva rotta con un martello e il reliquiario riaperto. Le serrature non più utilizzate sono esposte nel tesoro della cattedrale di Aquisgrana.

## Forma
Il reliquiario è alto 95 cm, largo 54 cm e lungo 184 cm e ha la forma di una basilica a navata unica con un transetto corto.
Costruito in legno di rovere, esternamente è realizzato in argento, sbalzato e dorato, modanature incise, argento smaltato opaco, filigrana con rifiniture in pietra e sculture in pietra, antiche e medievali. Per realizzare il reliquiario sono state utilizzate più di mille pietre preziose. Nei due lati lunghi vi sono le figure dorate dei dodici apostoli. Nei quattro portali sono raffigurati: Gesù Cristo, Maria con Gesù bambino, Papa Leone III e Carlo Magno. Sul tetto, in rilievo dorato, sono rappresentate scene della vita di Gesù.

## Stile
Stilisticamente il Marienschrein è nella tradizione dei reliquiari tardo romanici renano-mosani, ma mostra già le caratteristiche del primo gotico. Presumibilmente almeno due orafi hanno lavorato all'opera: il più anziano lavorava ancora nello stile del Karlsschrein, il più giovane ha creato figure più plastiche in stile gotico. I numerosi dettagli ornamentali indicano influenze sulla bottega del reliquiario di San Remaclo a Stavelot (anno 1240 circa).

## Restauro
Nel corso dei secoli il Marienschrein ha subito danni significativi a causa dei pellegrinaggi e dal trasporto in processione. L'argento dorato era annerito, alcune parti si erano staccate, altre parti avevano ricevuto solo riparazioni di fortuna e mostravano molte ammaccature, crepe e buchi. Oltre tremila parti dovevano essere sostituite, pulite e riparate. Dal 1989 al 2000 il reliquiario era tenuto nel laboratorio di oreficeria nella Cattedrale, il conseguente lavoro di restauro è stato documentato in tutte le fasi dalla emittente Westdeutscher Rundfunk Köln. Dal marzo 2000 il Marienschrein, riportato al suo antico splendore, è tornato al suo posto in una teca di vetro nel Coro della Cattedrale di Aquisgrana. Ogni anno viene e rimosso dalla teca, ispezionato e, se necessario, pulito.

## Ostensione
Il pellegrinaggio, che avviene ogni sette anni per circa dieci giorni nel mese di giugno, consiste nell'esposizione liturgica delle quattro reliquie conservate nel Marienschrein. L'esposizione avviene a orari prefissati nella Sala del Coro. Al termine di ogni esposizione le reliquie vengono riposte nella cassa araldica di Riccardo di Cornovaglia, opera realizzata a Limoges nel 1258 in legno di cedro e decorata con numerosi medaglioni di rame a forma di stemma sbalzato e smaltato. Terminato il pellegrinaggio le reliquie vengono riposte nel reliquiario che viene nuovamente sigillato.

## Pellegrinaggio
Già all'epoca di Carlo Magno le reliquie attiravano numerosi pellegrini, soprattutto per la festa parrocchiale del 17 luglio, a cui era legata un'indulgenza. La canonizzazione di Carlo Magno nel 1165 e la costruzione dei reliquiari di Carlo Magno e di Maria all'inizio del XIII secolo resero ancora più popolare il viaggio ad Aquisgrana.
Dal 1239, durante l'Impero di Federico II di Svevia, a seguito della consacrazione del reliquiario, i pellegrinaggi divennero sempre più frequenti.
Con il tempo lo spazio della Cattedrale si rivelò insufficiente a causa dell'intenso flusso dei pellegrini che nel 1322 il vescovo di Liegi, da cui dipendeva  Aquisgrana, permise l'esposizione delle reliquie dal campamile della Cattedrale.
Dal 1349, a seguito della devastante epidemia di peste, iniziò l'ostensione ogni sette anni delle reliquie, mentre sino ad allora si svolgeva a intervalli irregolari da uno a cinque anni.
Il numero sette era probabilmente basato sull'anno sabbatico biblico (Es 23,11),(Dt 15,1).
La popolarità del pellegrinaggio, oltre all'indulgenza plenaria, derivava dal cosiddetto "soffio della libertà": nel periodo del pellegrinaggio la giurisdizione ad Aquisgrana era sospesa e le persone che erano state bandite dalla città per reati minori potevano entrare in città senza timore di persecuzioni.
Nei secoli XIV e XV Aquisgrana divenne il più importante luogo di pellegrinaggio tedesco e, insieme a quelli a Santiago di Compostela e a Roma, uno dei tre pellegrinaggi più importanti dell'Occidente.
Il pellegrinaggio ad Aquisgrana comprendeva anche l'Abbazia di Kornelimünster, l'Abbazia di Burtscheid, la collegiata di Sant'Adalberto, a Düren e a Treviri e divennero anche un importante fatto economico. Si stima che al pellegrinaggio partecipassero circa 100.000 pellegrini al giorno. La maggior parte dei pellegrini erano di lingua tedesca dalle varie province dell'Impero, ma anche ungheresi, boemi e baltici.
Negli anni della Riforma protestante Aquisgrana perse importanza, ma già all'inizio del XVII secolo vi fu una ripresa dovuta alla Controriforma.
Nel 1794, con le truppe francesi alle porte, le reliquie furono portate in salvo a Paderborn, poi riportate ad Aquisgrana nel 1804. 
I pellegrinaggi proseguiroono pure nel corso della contrapposizione del Kulturkampf (1874 e 1881).
Il 1937 è passato alla storia come il "pellegrinaggio della protesta silenziosa" con oltre 750.000 partecipanti nonostante l'ostilità del Regime nazista.
Ai festeggiamenti del 2014 sono state aggiunte le celebrazioni per il 1200º anniversario della morte di Carlo Magno. È stato stimato che nel 2014 abbiano partecipato 125.000 pellegrini.
Il pellegrinaggio previsto per il 2021 è stato annullato per le restrizioni dovute al COVID-19 e posticipato al 2023.